# Mauro Bettin
Mauro Bettin (ur. 21 grudnia 1968 w Miane) – włoski kolarz górski i szosowy, mistrz Europy i zdobywca Pucharu Świata.

## Kariera
Największy sukces w karierze Mauro Bettin osiągnął w sezonie 2005, zwyciężył w klasyfikacji maratonu Pucharu Świata w kolarstwie górskim. W klasyfikacji tej wyprzedził Austriaka Albana Lakatę oraz swego rodaka Dario Acquarolego. Włoch dokonał tego, mimo iż nie wgrał żadnego z ośmiu wyścigów. Dwa lata wcześniej zdobył złoty medal w maratonie podczas mistrzostw Europy w Zurychu. W tym samym roku zajął także piąte miejsce na mistrzostwach świata w Lugano. Na szosie jego najlepszymi wynikami były zwycięstwa we włoskim Giro d'Oro w 1993 roku i belgijskim Grote Prijs Jef Scherens rok później.